# Ансер, Джерри (младший)
Дже́рри А́нсер-мла́дший (англ. Jerry Unser Jr.; 15 ноября 1932, Колорадо-Спрингс, США — 17 мая 1959, Индианаполис, США) — американский автогонщик, представитель одной из самых титулованных гоночных династий США. Брат-близнец Луи Ансера, старший брат Бобби Ансера и Эла Ансера. Дважды в 1958—1959 годах принимал участие в гонке 500 миль Индианаполиса, но до финиша ни разу не добрался. В первой попытке выступления сошёл в массовом завале на старте, во второй — разбился во время квалификации, получил сильные ожоги и умер через 17 дней. Так как в 1950-60 годах 500 миль Индианаполиса считалась этапом чемпионата мира Формулы-1, формально является гонщиком «Формулы-1» с двумя гран-при и одним стартом.

## Биография

### Ранние годы
Джерри Ансер-младший был старшим из четырёх сыновей Джерри Ансера-старшего. Общение с миром автомобилей у него, как и у братьев, началось с управления автомобилем Ford A, купленным для них отцом. Вскоре, также вместе с братьями, он начал участвовал в гонках на коротких треках, и быстро завоевал популярность. В 1952 году он был призван в армию и следующие два года провел на Гавайях, выступая в местных гонках в свободное от службы время. Демобилизовавшись, он поселился в Альбукерке, где работал в автомагазине отца, а в свободное время — готовился к гонке в Пайкс-Пик. В 1956 году он женился, вскоре родились двое сыновей — Джерри и Джонни.

### Гоночные выступления
Первые успехи в гонках сопутствовали Ансер ещё во время службы в армии — в 1953 году он завоевал чемпионский титул в гонках серийных автомобилей на Гавайях. После службы первым серьёзным соревнованием стала «гонка к облакам» 1955 года. Выступление закончилось удачно для дебюта — Ансер стал четвёртым. На следующий год он выиграл гонку в классе серийных автомобилей, а ещё через год повторил это достижение. В 1958 году он впервые попытался принять участие в 500 милях Индианаполиса. Сменив три автомобиля, он смог добиться 24-го места на старте, но в гонке продержался совсем недолго — на первом же круге случился завал из 13 автомобилей, машина Ансера перелетела через внешнюю стену трассы. Другим участникам завала повезло меньше — Пэт О’Коннор погиб.
Такая авария не изменила отношения Ансера к гонкам. Уже через несколько недель он вновь принял участие в гонке в Пайкс-Пик, причем из-за вывиха плеча ему пришлось управлять автомобилем и переключать передачи одной рукой — он попал в аварию и сломал нос. На следующий же год он снова заявился на гонку в Индианаполисе, но в самом начале мая попал в аварию на стартовой прямой. Бак автомобиля был поврежден, Ансер получил сильные ожоги и умер 17 дней спустя в больнице.

## Семейные традиции
Джерри Анзер-младший принадлежит к одной из наиболее знаменитых гоночных династий Америки. Все трое его младших братьев занимались гонками в том или ином виде. Брат-близнец Джерри — Луи — дважды первенствовал в Пайкс-Пик в категории серийных автомобилей, работал у него менеджером и механиком. Бобби, третий из братьев, трижды дважды завоевывал чемпионский титул Индикара и трижды первенствовал в Инди-500, а младший из братьев, Эл, является трёхкратным чемпионом Индикара и четырёхкратным победителем Инди-500. Дед братьев, Луис-старший, занимался конструированием двигателей внутреннего сгорания и автомобилей на их основе, отец — Джерри-старший — владел ремонтным бизнесом и заправочной станцией. Один из его дядей, Луис-младший, является девятикратными победителем гонки в Пайкс-Пик, другой — Джо — намеревался участвовать в Индианаполисе вместе с братьями, но погиб во время тестирования автомобиля на местном шоссе. Из-за ранней гибели Джерри участие его сыновей в гонках было нечастым, лишь младший сын Джонни Анзер участвовал в Индикарах, спорткарах и гонках на выносливость. Племянники же Джерри, почти все родившиеся уже после его смерти, а также двое внучатых племянников — Эл Анзер III и Джейсон Таннер — также занимаются различными видами автоспорта.

## Результаты выступлений

### Формула-1
| Легенда к таблице |                                                                    |
| --- | ------------------------------------------------------------------ |
| В таблице перечислены результаты всех Гран-при Формулы-1, в которых принимал участие гонщик. Строками таблицы являются сезоны, столбцами — этапы чемпионата мира. В каждой клетке указаны сокращённое название этапа и результат, дополнительно обозначенный цветом. Расшифровка обозначений и цветов представлена в нижеследующей таблице. |                                                                    |
| \| Пример \| Описание \| \| ------------ \| ------------------------------------------------------------------ \| \| 1 \| Победитель \| \| 2 \| Второе место \| \| 3 \| Третье место \| \| 5 \| Финишировал, заработав очки \| \| Сход \| Не финишировал, но при этом заработал очки \| \| 12 \| Финишировал, не получив очков \| \| НКЛ \| Финишировал, но не попал в финальную классификацию \| \| 15 \| Участвовал вне зачёта, либо по отдельной классификации \| \| 18 \| Не финишировал, но попал в финальную классификацию \| \| Сход \| Не финишировал \| \| НКВ \| Не прошёл квалификацию \| \| НПКВ \| Не прошёл предквалификацию \| \| ДСК \| Дисквалифицирован \| \| ИСК \| Исключён из протокола соревнований \| \| ТТ \| Заявлен для участия только в тренировках \| \| НС \| Участвовал в квалификации, но не стартовал в гонке \| \| Т \| Травмирован или болен \| \| ОТК \| Отказ от участия \| \| НТР \| Прибыл на соревнования, но на трассу не выезжал \| \| НПР \| Был заявлен в числе участников, но не прибыл к началу соревнований \| \| О \| Соревнования отменены \| \| \| Не участвовал \| \| Поул-позиция \| \| \| Быстрый круг \| \| |                                                                    |
| Пример | Описание                                                           |
| 1 | Победитель                                                         |
| 2 | Второе место                                                       |
| 3 | Третье место                                                       |
| 5 | Финишировал, заработав очки                                        |
| Сход | Не финишировал, но при этом заработал очки                         |
| 12 | Финишировал, не получив очков                                      |
| НКЛ | Финишировал, но не попал в финальную классификацию                 |
| 15 | Участвовал вне зачёта, либо по отдельной классификации             |
| 18 | Не финишировал, но попал в финальную классификацию                 |
| Сход | Не финишировал                                                     |
| НКВ | Не прошёл квалификацию                                             |
| НПКВ | Не прошёл предквалификацию                                         |
| ДСК | Дисквалифицирован                                                  |
| ИСК | Исключён из протокола соревнований                                 |
| ТТ | Заявлен для участия только в тренировках                           |
| НС | Участвовал в квалификации, но не стартовал в гонке                 |
| Т | Травмирован или болен                                              |
| ОТК | Отказ от участия                                                   |
| НТР | Прибыл на соревнования, но на трассу не выезжал                    |
| НПР | Был заявлен в числе участников, но не прибыл к началу соревнований |
| О | Соревнования отменены                                              |
| | Не участвовал                                                      |
| Поул-позиция |                                                                    |
| Быстрый круг |                                                                    |

| Сезон | Команда   | Шасси             | Двигатель          | Ш | 1   | 2       | 3   | 4       | 5   | 6   | 7   | 8   | 9   | 10  | 11  | Место | Очки |
| ----- | --------- | ----------------- | ------------------ | - | --- | ------- | --- | ------- | --- | --- | --- | --- | --- | --- | --- | ----- | ---- |
| 1958  | Roy McKay | Kurtis Kraft 500G | Offenhauser 4,5 L4 | F | АРГ | МОН     | НИД | 500 31  | БЕЛ | ФРА | ВЕЛ | ГЕР | ПОР | ИТА | МАР | —     | 0    |
| 1958  | Sumar     | Kurtis Kraft 500C | Offenhauser 4,5 L4 | F |     |         |     | 500 НКВ |     |     |     |     |     |     |     | —     | 0    |
| 1958  | Duncan    | Kurtis Kraft 500A | DeSoto 2,0 V8      | F |     |         |     | 500 НКВ |     |     |     |     |     |     |     | —     | 0    |
| 1959  | Helse     | Kuzma             | Offenhauser 4,5 L4 | F | МОН | 500 НКВ | НИД | ФРА     | ВЕЛ | ГЕР | ПОР | ИТА | США |     |     | —     | 0    |

### Инди 500
| Год   | №                      | Старт                  | Время                  | Ранг                   | Финиш                  | Круги                  | Лидер                  | Причина схода                      |
| ----- | ---------------------- | ---------------------- | ---------------------- | ---------------------- | ---------------------- | ---------------------- | ---------------------- | ---------------------------------- |
| 1958  | 92                     | 24                     | 142,755                | 23                     | 31                     | 0                      | 0                      | Авария в северо-восточном повороте |
| 1959  | Не прошел квалификацию | Не прошел квалификацию | Не прошел квалификацию | Не прошел квалификацию | Не прошел квалификацию | Не прошел квалификацию | Не прошел квалификацию | Не прошел квалификацию             |
| Всего | Всего                  | Всего                  | Всего                  | Всего                  | Всего                  | 0                      | 0                      |                                    |

| Старты      | 1 |
| Поулы       | 0 |
| Первые ряды | 0 |
| Победы      | 0 |
| Топ-5       | 0 |
| Топ-10      | 0 |
| Сход        | 1 |